# Locha panopae
Locha panopae är en fjärilsart som beskrevs av Thierry-mieg 1892. Locha panopae ingår i släktet Locha och familjen mätare. Inga underarter finns listade i Catalogue of Life.